# Constant De Busschere
Pour les articles homonymes, voir Debusschere.
Constant De Busschere, né à Blankenberge le 10 novembre 1876 et mort à Ixelles le 13 mai 1951, est un peintre, lithographe et aquafortiste belge. Il est connu pour ses représentations animalières, ses peintures de paysages, ses portraits et ses scènes de genre.

## Biographie

### Famille
Constant Eugène Edouard De Busschere, né à Blankenberge le 10 novembre 1876, est le fils d'Alphonse Joseph De Busschere, maçon, et de Rosalie Amélie de Meyere, blanchisseuse. Il épouse à Molenbeek-Saint-Jean le 30 octobre 1899 Marceline De Preter, corsetière, née à Bruxelles le 22 avril 1877. Le couple a deux enfants : Alphonse et Germaine.

### Formation
Constant De Busschere se forme auprès d'Edmond Van Hove à l'Académie de Bruges, puis, de 1895 à 1901, auprès de Joseph Stallaert à l'Académie royale des beaux-arts de Bruxelles.

### Carrière
À partir de 1908 et jusqu'en 1914, Constant De Busschere expose à Bruxelles au cercle artistique Le Lierre, puis au Salon de Gand de 1913,.
Constant De Busschere meurt, à l'âge de 74 ans, à Ixelles.

## Œuvre

### Caractéristiques
Son champ pictural couvre les paysages et principalement les représentations animalières, préférentiellement des chevaux, dont des percherons, qu'il représente avec précision et style. Ses études sont considérées comme vigoureuses et ses scènes de genre, telles que Brasero (1909), scène populaire à Bruxelles, comme bien observées et empreintes d'humour. Il est aussi connu pour ses peintures de paysages et ses portraits.
Lithographe et aquafortiste, ses œuvres sont connues par l'illustration de livres et d'affiches.

### Galerie d'eaux fortes

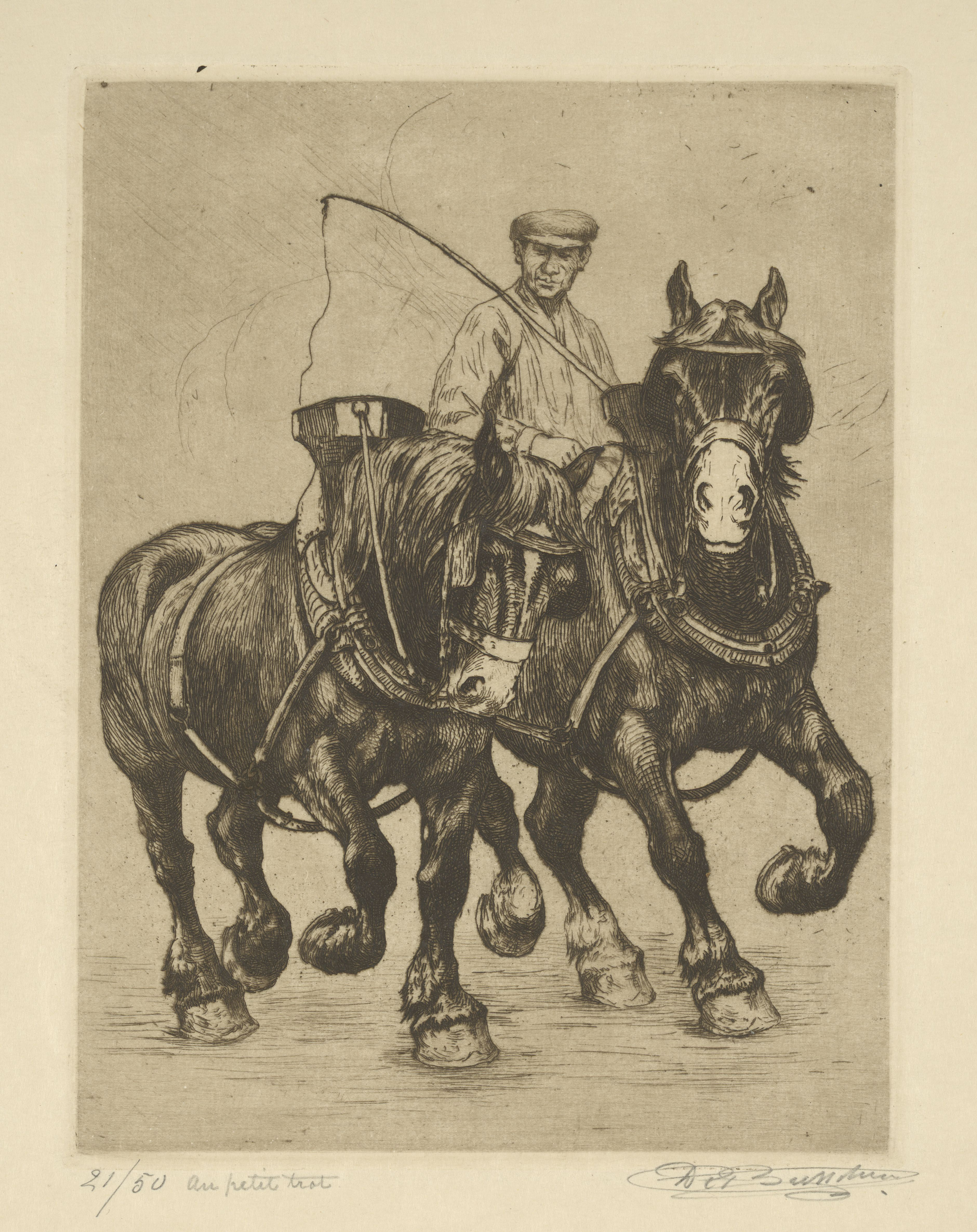
Au petit trot.
Le Révolté.
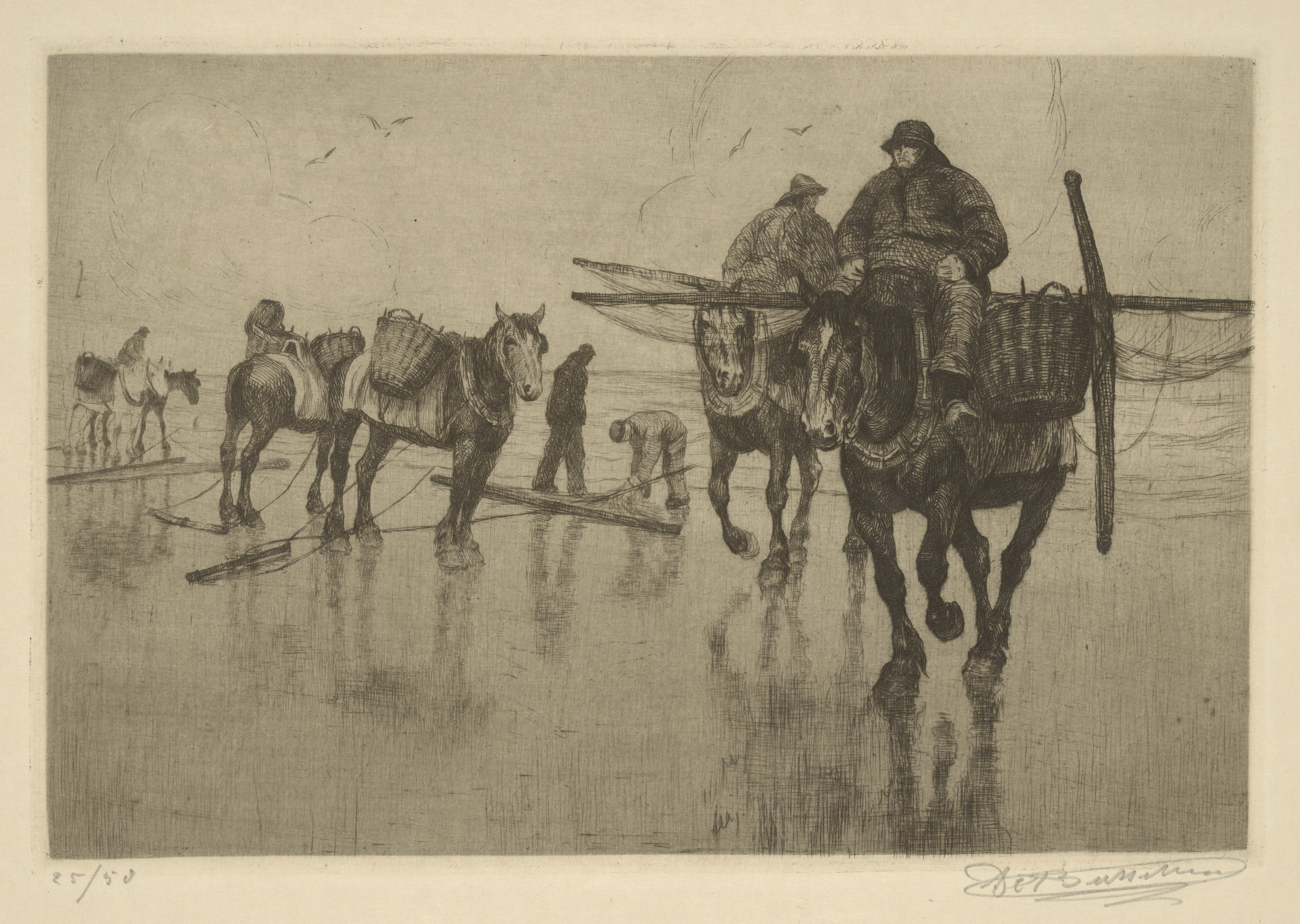
Pêcheurs de crevettes : le départ.
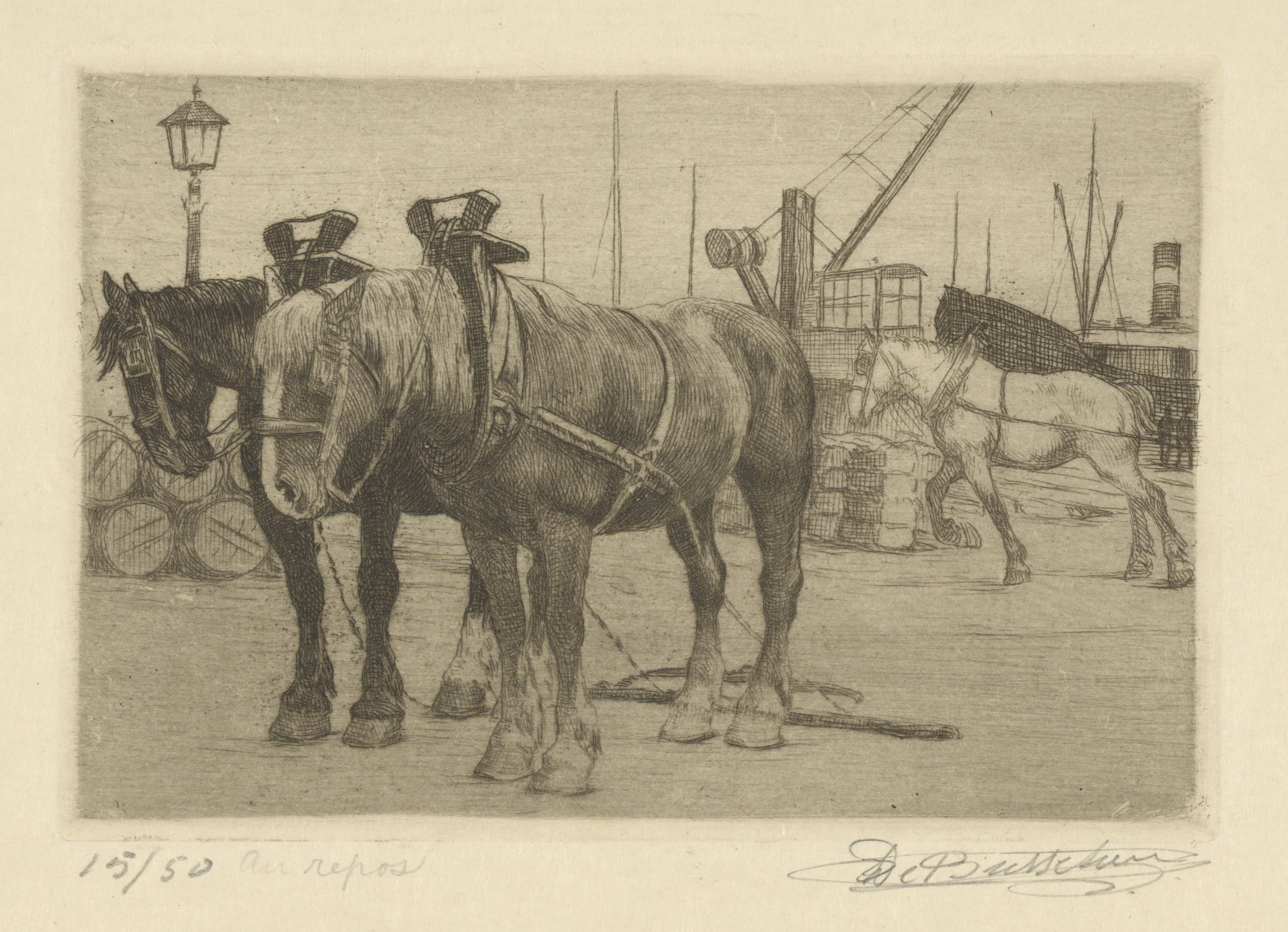
Au repos : chevaux.

### Expositions

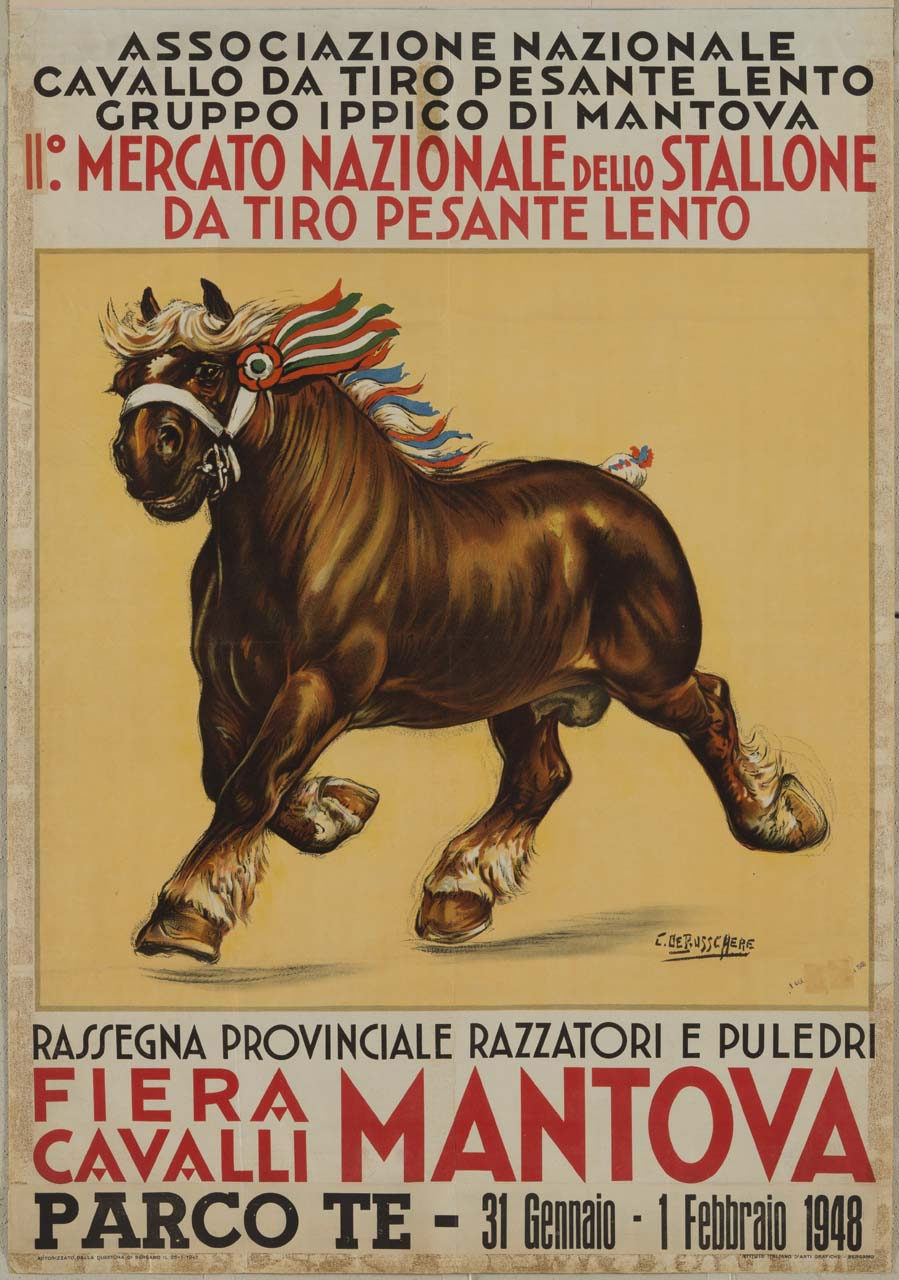
Affiche publicitaire illustrée par Constant De Busschere, 1948.

- Salon du cercle Le Lierre à Bruxelles : Les Femmes s'amusent (1908), Brasero, Un effet de soleil et Enfant jouant de la flûte (1909), Éveil (1910), Tête d'étude et Le Joueur d'accordéon (1910), Le Buveur (1912), Le Camelot (1913) Les Esclaves et Le Tombereau (1914).
- Exposition d'art de Malines de 1924[5].
- Salon des peintres de neige à Bruxelles en 1917 : Le Cheval de halage[6].
- Exposition de gravures à la galerie du Bon Marché à Bruxelles en 1925 : Chevaux emballés[7].
- Exposition de la gravure belge à Lyon en 1927[8].
- Salon de la gravure originale belge à Bruxelles en 1927 : Chevaux[9].
- Salon des artistes français de 1929 : Sur les travaux[10]
- Salon de la gravure originale belge à Bruxelles en 1936 : Chevaux[11].

### Collections muséales
- Bibliothèque royale de Belgique : trente eaux fortes représentant des chevaux : L'Impatience, Trois chevaux au galop, Au repos, Au petit trot, Le Coup de collier,…[12].

## Distinction
- Chevalier de l'ordre de la Couronne[4].